# 酒井麻吏
酒井 麻吏（さかい まり、本名；酒井 富美子、1955年2月1日 - ）は、東京都出身の女優。身長159cm、体重57kg。埼玉大学教育学部卒業。有限会社Grue所属。以前は希楽星に所属していた。

## 人物
港区・芝にある洋裁屋「酒井商店」で両親を助けながら女優業を行う（20歳の頃から演劇に携わっていた）。
舞台や映画のほか、テレビの再現ドラマなど、マルチに活動。
文学座在籍時は渡辺謙が一期上で、同期は山下真司だと出演した番組で明かしている。
上川隆也が『モヤモヤさまぁ〜ず2』出演時、酒井の店を訪問したことで上川とも繋がりがあることが判明。上川の付き人が現在の芸能事務所の社長をしており、酒井は当時その事務所に所属していた。

## 出演

### テレビドラマ
NHK
- さわやか3組（1996年） - 安倍ありさの母 役
- 人生はフルコース（2006年）
- 瞳（2008年）

TBS
- 夫婦道（2007年） - 田沢清彦の母 役
- 宮部みゆきミステリー パーフェクト・ブルー（2012年） - 渡辺百合恵 役
- 月曜ミステリー劇場
  - 「警視庁三係・吉敷竹史シリーズ1」（2004年） - 壇上喜代 役
- 月曜ゴールデン
  - 「財務捜査官 雨宮瑠璃子8」（2014年） - 宮沢友美 役

日本テレビ
- ベストフレンド（1995年）
- ストレートニュース (テレビドラマ)（2000年） - 吉野和代 役
- 働くゴン!（2009年）
- 曲げられない女（2010年） - 今田健治の母 役
- 火曜サスペンス劇場
  - 「監察医・室生亜季子」（1987 - 1999年） - 佐野講師 役
  - 「弁護士・高林鮎子7」（1990年） - 菊地澄子 役

フジテレビ
- 古畑任三郎
  - スペシャル (2)しばしのお別れ（1996年） - 犯人の付き人
- GTO（1998年）
- 眠れる森（1998年）
- ロング・ラブレター〜漂流教室〜（2002年） - 柳瀬菊枝 役
- 東京物語（2002年） - 三上和子 役
- しゃばけ（2007年） - おふね 役
- ロス:タイム:ライフ（2008年） - 都並浩太の母 役
- Room Of King（2008年） - 森次郎の母 役
- チーム・バチスタの栄光（2008年） - 松井純子（総看護師長） 役
- 誰かが嘘をついている（2009年） - 倉田弁護士 役
- コード・ブルー -ドクターヘリ緊急救命-（2010年） - 小宮山静江 役
- ギルティ 悪魔と契約した女（2010年） - 松浦かおる 役
- 院内警察 第4話・第5話（2024年） - 乾井君子 役
- 金曜プレステージ
  - 「ハマの静香は事件がお好き5」（2008年） - 朝倉八重子 役

テレビ朝日
- はぐれ刑事純情派 第12シリーズ 第25話 （1999年）- 相田尚子 役
- 氷の華（2008年） - 川口久子 役
- ラストメール（2009年） - 青木和子 役
- 相棒
  - Season22（2023年） - 鈴木とし子 役
  - Season23（2025年） - 橋迫順子 役
- 土曜ワイド劇場
  - 「ショカツの女 新宿西署 刑事課強行犯係4」（2010年） - 武井伸子 役
  - 「終着駅の牛尾刑事VS事件記者・冴子10」（2010年） - 横山百合子 役

テレビ東京
- きのう何食べた?（2019年） - 瀬尾さん 役
- ダブルチート 偽りの警官 Season1 第4話（2024年5月17日、テレビ東京・WOWOW） - 龍刻寺の檀家 役[4]

### 吹き替え
- IT ※NHK-BS2版

### TVその他
- モヤモヤさまぁ〜ず（テレビ東京、2020年3月15日） - 本人と、経営しているボタン店が紹介される。
- 早稲田大学の是枝ゼミ生作品「あすみ」「誰かの栞」に出演。